# Viviana
Viviana ist ein weiblicher Vorname.

## Herkunft und Bedeutung
Der Name Viviana geht auf die lateinische Vokabel vivus „lebend“ zurück und bedeutet „die Lebendige“.

## Verbreitung
Der Name Viviana ist in erster Linie in Italien verbreitet. Dort sank die Popularität des Namens jedoch in den vergangenen Jahren. Im Jahr 2012 erreichte er das letzte Mal eine Platzierung unter den 200 meistgewählten Mädchennamen.
Auch in der Schweiz und Rumänien ist der Name geläufig. In der Schweiz wurde er im Jahr 2021 allerdings nur zehnmal vergeben. Damit belegte er Rang 687 der Vornamenscharts.
In Deutschland wird der Name nur selten vergeben. Zwischen 2010 und 2021 wurden nur etwa 600 Mädchen namens Viviana geboren.

## Varianten

### Weibliche Varianten
- Englisch
  - Diminutiv: Vianne, Viviette
- Estnisch: Viivi
- Finnisch: Viivi
- Französisch: Viviane, Vivianne, Vivienne
- Italienisch: Bibiana
- Portugiesisch: Viviane
- Slowakisch: Bibiána
- Spanisch: Bibiana

### Männliche Varianten
- Englisch: Vivian
- Französisch: Vivien
- Italienisch: Viviano
- Latein: Vivianus

## Namenstag
Der Namenstag von Viviana wird nach der Einsiedlerin Viviana von Bigarden am 17. Dezember gefeiert.

## Namensträgerinnen

### Viviana
- Viviana Andreattini (* 1960), ehemalige italienische Disco-Sängerin, bekannt unter ihrem Künstlernamen Vivien Vee
- Viviana Aroche (* 1998), guatemaltekische Leichtathletin (Mittel- und Langstreckenlauf)
- Viviana von Bigarden, benediktinische Äbtissin
- Viviana Iuliana Bejinariu (*  1994), rumänische Ruderin
- Viviana Bottaro (* 1987), italienische Karateka
- Viviana Finzi-Vita (1950–2022), italienische Germanistin und Sozialistin
- Viviana Grisafi (* 1998), deutsche Popsängerin
- Viviana Martínez-Tosar (* 1960), argentinische Künstlerin
- Viviana Muñoz (* 1985), kolumbianische Fußballschiedsrichterin
- Viviana Olivares (* 1994), chilenische Leichtathletin (Sprint)
- Viviana Schiavi (* 1982), italienische Fußballspielerin
- Viviana Segura, ecuadorianische Fußballschiedsrichterassistentin
- Viviana Serna (* 1990), kolumbianische Schauspielerin
- Viviana Sofronitsky, russisch-kanadische Pianistin

### Viviane
- Viviane (Comiczeichnerin) (* 1983), schweizerische Mangazeichnerin
- Viviane Andereggen (* 1985), schweizerische Regisseurin
- Viviane Asseyi (* 1993), französische Fußballspielerin
- Viviane Baladi (* 1963), schweizerisch-französische Mathematikerin
- Viviane Blumenschein (* 1969), deutsche Regisseurin
- Viviane Bonnay (* 1945), französische Badmintonspielerin
- Viviane Chassot (* 1979), schweizerische Akkordeonistin
- Viviane Egli (* 1956), schweizerische Schriftstellerin
- Viviane Forrester (1925–2013), französische Schriftstellerin
- Viviane Geppert (* 1991), deutsche Moderatorin
- Viviane Greene (1918–1994), US-amerikanische Jazzpianistin und Sängerin
- Viviane Huchard (1946–2005), französische Kuratorin
- Viviane Le Dissez (* 1959), französische Politikerin
- Viviane Lenz (* 1999), schweizerische Unihockeyspielerin
- Viviane Loschetter (* 1959), luxemburgische Politikerin
- Viviane Lyra (* 1993), brasilianische Leichtathletin
- Viviane N’Dour, senegalesische Sängerin
- Viviane Obenauf (* 1986), brasilianische Boxerin
- Viviane Parra (* 1972), portugiesische Sängerin
- Viviane Reding (* 1951), luxemburgische Journalistin und Politikerin
- Viviane Romance (1912–1991), französische Schauspielerin
- Viviane de Santana Paulo (* 1966), brasilianische Schriftstellerin in Berlin
- Viviane Spanoghe (* 1960), belgische Cellistin und Hochschullehrerin
- Viviane Spethmann (* 1967), deutsche Politikerin
- Viviane Vives (* 1961), spanische Schauspielerin, Fotografin und Autorin
- Viviane Wade (* 1932), Première dame (first lady) Senegals
- Viviane Witschel (* 1993), deutsche Schauspielerin